# صالح هواري
الشاعر صالح محمود هواري هو شاعر فلسطيني حائز على ليسانس في اللغة العربية و إجازة في الحقوق. بدء بكتابة الشعر كهواية من عمر صغير.انتسب إلى اتحاد الكتاب العرب في دمشق عام 1972، وهو عضو في اتحاد الكتاب والصحفيين الفلسطينيين. اصدر ديوانه الأول عام 1972 ثم تتالت منشوراته حتى بلغت اتني عشر ديواناً.كما يتميز بإبداع خفي وبراعة في توليد الصور الفنية إضافة إلى البساطة والمزاوجة بين الفن والفكر وتمتعه بالروح القومية التي تجلت في عدة اناشيد وأغانٍ قومية.كما حاز على عدة جوائز في الشعر.

## نشأته وعلمه
ولد في بلدة سمخ بفلسطين على شاطئ بحيرة طبريا عام 1938م. نزح إلى سورية عام النكبة 1948 ودرس في مدارسها. وفي دمشق انتسب إلى كلية الآداب فحاز على شهادة الليسانس في الأدب العربي 1972 ثم على إجازة في الحقوق. وعمل معلماً في مدارس وكالة غوث وتشغيل اللاجئين الفلسطينيين منذ عام 1961 وحتى عام 1990 حيث استقال من وظيفته ليتفرغ إلى الكتابة. انتسب إلى اتحاد الكتاب العرب في دمشق عام 1972، وهو عضو في اتحاد الكتاب والصحفيين الفلسطينيين.

## كتابته للشعر
بدأ يكتب الشعر من عمر يناهز الأربعة عشر عاماً، ونشر في الصحف والمجلات العربية واستمر بالكتابة إلى الآن. أصدر ديوانه الأول عام 1972 تحت عنوان: (الدم يورق زيتوناً) ثم تتالت منشوراته حتى بلغت اثني عشر ديواناً بعضها صدر عن اتحاد الكتاب العرب، وبعضها صدر عن وزارة الثقافة العربية السورية. يكتب القصيدة الخليلية ذات الشطرين وقصيدة التفعيلة.
وتطغى الغنائيّة النّابعة من وجدانه على جلّ قصائده، ويتكئ أسلوبه الفني على معطيات الحداثة: من أدوات تعبيريّة، وصور شعريّة حافلة بأسرار الجمال التعبيري، ورمز قريب التّناول، بعيد عن الإبهام.
من هذه الدواوين:
- المطر يبدأ العزف
- الموت على صدر البرتقال
- أغاني أيوب الكنعاني
- أم أحمد لا تبيع مواويلها
- بطيئاً يمرُّ الدخان
- ما قاله الغيم للشّجر
- كتب الشعر للكبار وللصغار وأصدر ثلاثة كتب للأطفال: ديوانين وثلاث مسرحيات شعرية للأطفال:
- عصافير بلادي
- هنادي تغني
- قتلوا الحمام

جوائزه الشعربة:
- الجائزة الأولى عن قصيدته (الفحمة والماسة) عام 1961م – جامعة دمشق.
- الجائزة الأولى عن قصيدته (أثمر ولو شوكاً)، جامعة دمشق – عام 1963م.
- فاز والشاعر محمود حامد بجوائز القدس في بيروت عام 2010م.
- فاز مرات عدة بجائزة الشعر الأولى في الأعوام: 1963 و1967 و1978 عن قصائده:
- العزف على سيف سعد بن ناشب
- وعلى دمي فتوكئي.
- الفحمة والماسة.
- وأثمر ولو شوكاً.
- فاز بجائزة أفضل ديوان شعري للأطفال 2000 (جائزة أنجال الشيخ هزاع بن زايد آل نهيّان) وسيطبع ديوانه الفائز في «أبو ظبي» ويوزّع على أطفال الوطن العربي.

اناشيده الوطنبة:
- كتب لإذاعة وتلفزيون دمشق عدة أغانٍ وأناشيد قومية لمطربين ومطربات من القطر العربي السوري. وله نشيد عربي مشهور هو (كل شيء للوطن). ونشيد آخر اسمه الزحف الكبير أنشده المطرب الراحل مصطفى نصري ومطلعه:

بالعزم بالإصرار بالثباتْ: بقوة الإيمان بالسلاحْ: من موتنا ستولد الحياةْ: من دمنا سيورق الصباحْ
عباراته وصوره الفنية:
لصالح هواري تميزه وتفرده في صوغ العبارات الشعرية المبتكرة، وبراعته في توليد الصور الفنية المشحونة بظلال أحاسيسه وعواطفه... إذ إن الصورة الشعرية عند هواري ليست مُتْرفة أو عابثة أو لاهية، وإنما هي صورة موظفة تشع بالدلالات والإيحاءات والرموز القريبة التناول التي يفهمها السامع أو القارئ منذ اللحظة الأولى ذلك أنه عمل جاهداً ألا يكون شعره مُبْهماً مُسْتغلقاً لحرصه الشديد على إضاءة أفكاره وتقديمها للناس على طبق من النور المسلَّح بزرقة سماء الروح. لم يهتم، ولم يبال، لا زال شاعرنا صالح هواري يواصل مسيرته الشعرية مقدماً أجمل القصائد المشبعة بنكهة الحداثة والبعيدة عن التعقيدات الفنية التي تُعيق نبض الشعر وتطفئ ومضه..